# Епархия Сагара
Епархия Сагара (лат. Eparchia Sagarensis) — епархия Сиро-малабарской католической церкви c центром в городе Сагар, Индия. Епархия Сагара входит в латинскую митрополию Бхопала. Кафедральным собором епархии Сагара является собор Святой Терезы.

## История
29 июля 1968 года Римский папа Павел VI выпустил буллу Quo aptius propiusque, которой учредил апостольский экзархат Сагара, выделив его из архиепархии Бхопала.
2 апреля 1973 года к апостольскому экзархату Сагара был присоединён округ Гуны, который принадлежал епархии Аджмера — Джайпура (сегодня — епархия Аджмера и епархия Джайпура).
26 февраля 1977 года Римский папа Павел VI издал буллу Divina verba, которой преобразовал апостольский экзархат Сагара в епархию.

## Ординарии епархии
- епископ Clement Thottungal (29.07.1968 — 20.12.1986);
- епископ Joseph Pastor Neelankavil (20.12.1986 — 2.02.2006);
- епископ Anthony Chirayath (2.02.2006 — 12.01.2018);
- епископ James Athikalam, M.S.T. (с 12 января 2018 года).